# Ferenczi Bernát
Ferenczi Bernát, születési nevén Fraenkel Baruk (Krakkó, 1830 – Miskolc, 1889. november 25.) könyvkereskedő, Ferenczi Sándor pszichoanalitikus édesapja.

## Élete
14 évesen települt át családjával Krakkóból Magyarországra. Hamarosan megtanulta a magyar nyelvet és bátyja egri könyvkereskedésében kezdett dolgozni. Részt vett az 1848–49-es forradalom és szabadságharcban a 81. honvéd zászlóalj honvédjeként. A világosi fegyverletétel után bujdosni kényszerült, így került Miskolcra. Átvette Heilprin Mihály könyvesboltját. Franciául, angolul és olaszul is megtanult. Feleségül vette Eibenschütz Rózát, akitől 16 gyermeke született, közülük öt korán meghalt. A család eleinte bérlakásban élt, később az üzlet feletti szinten laktak. 1877-ben megnyitotta nyíregyházi fiókboltját. 1879-ben Fraenkel családi nevét Ferenczire változtatta. Jó kapcsolatban állt Tompa Mihállyal, aki a szomszédos Hanva községben szolgált református papként. Ferenczi adta ki Tompa egyházi beszédeit és irodalmi hagyatékát is. Ferenczi Bernát összesen körülbelül 140 művet adott ki, melyek túlnyomó része protestáns teológiai mű. 1889-ben hunyt el béllob következtében, sírja az avasi zsidó temetőben található.
Néhány cikkét a helyi lapok közölték. A Jony Tódor-féle könyvtárt ismertette a Corvina-ban (1884. 8. szám)